# Berchemia longipedicellata
Berchemia longipedicellata är en brakvedsväxtart som beskrevs av Yi Ling Chen och P.K. Chou. Berchemia longipedicellata ingår i släktet Berchemia och familjen brakvedsväxter. Inga underarter finns listade i Catalogue of Life.